# Hugh Wilson
Hugh Wilson, nome completo Hugh Hamilton Wilson Jr. (Miami, 21 agosto 1943 – Charlottesville, 14 gennaio 2018), è stato uno sceneggiatore e regista statunitense.
Ha diretto il primo film della serie Scuola di polizia, ed è anche l'autore del cartone animato omonimo.

## Filmografia

### Regista
- Scuola di polizia (Police Academy) (1984)
- Addio vecchio West (Rustlers' Rhapsody) (1985)
- Affittasi ladra (Burglar) (1987)
- Cara insopportabile Tess (Guarding Tess) (1994)
- Il club delle prime mogli (The First Wives Club) (1996)
- Sbucato dal passato (Blast from the Past) (1999)
- Dudley Do-Right (1999)
- Mickey (2004)